# 1972年夏季奧林匹克運動會摔跤比賽
1972年夏季奥林匹克运动会摔跤比赛共分为20个小项，古典式和自由式各10个，所有小项均为男子小项。

## 奖牌得主

### 自由式
| 项目          | 金牌                             | 银牌                                 | 铜牌                             |
| 48公斤级      | 罗曼·德米特里耶夫 · 苏联（URS）  | Ognyan Nikolov · 保加利亚（BUL）     | Ebrahim Javadi · 伊朗（IRI）     |
| 52公斤级      | 加藤喜代美 · 日本（JPN）         | Arsen Alakhverdiyev · 苏联（URS）    | Kim Gwong-Hyong · 朝鲜（PRK）    |
| 57公斤级      | 柳田英明 · 日本（JPN）           | 里克·桑德斯 · 美国（USA）            | 克林加·拉斯洛 · 匈牙利（HUN）    |
| 62公斤级      | Zagalav Abdulbekov · 苏联（URS） | 韦赫比·阿克达 · 土耳其（TUR）        | Ivan Krastev · 保加利亚（BUL）   |
| 68公斤级      | 丹·盖布尔 · 美国（USA）          | 和田喜久夫 · 日本（JPN）             | Ruslan Ashuraliyev · 苏联（URS） |
| 74公斤级      | 韦恩·韦尔斯 · 美国（USA）        | 扬·卡尔松 · 瑞典（SWE）              | 阿道夫·塞格 · 西德（FRG）        |
| 82公斤级      | Levan Tediashvili · 苏联（URS）  | 约翰·彼得森 · 美国（USA）            | 瓦西里·约尔加 · 罗马尼亚（ROU）  |
| 90公斤级      | 本·彼得森 · 美国（USA）          | Gennadi Strakhov · 苏联（URS）       | 鲍伊科·卡罗伊 · 匈牙利（HUN）    |
| 100公斤级     | Ivan Yarygin · 苏联（URS）       | Khorloogiin Bayanmönkh · 蒙古（MGL） | 乔塔里·约瑟夫 · 匈牙利（HUN）    |
| 100公斤以上级 | Aleksandr Medved · 苏联（URS）   | Osman Duraliev · 保加利亚（BUL）     | 克里斯·泰勒 · 美国（USA）        |

### 古典式
| 项目          | 金牌                                  | 银牌                               | 铜牌                                |
| 48公斤级      | 格奥尔基·贝尔恰努 · 罗马尼亚（ROU）   | Rahim Aliabadi · 伊朗（IRI）       | Stefan Angelov · 保加利亚（BUL）    |
| 52公斤级      | Petar Kirov · 保加利亚（BUL）         | 平山紘一郎 · 日本（JPN）           | 朱塞佩·博尼安尼 · 意大利（ITA）     |
| 57公斤级      | Rustam Kazakov · 苏联（URS）          | 汉斯-于尔根·法伊尔 · 西德（FRG）   | Risto Björlin · 芬兰（FIN）         |
| 62公斤级      | 格奥尔基·马尔科夫 · 保加利亚（BUL）   | 海因茨-赫尔穆特·韦林 · 东德（GDR） | 卡齐米日·利平 · 波兰（POL）         |
| 68公斤级      | Shamil Khisamutdinov · 苏联（URS）    | Stoyan Apostolov · 保加利亚（BUL） | 吉安·马泰奥·兰齐 · 意大利（ITA）    |
| 74公斤级      | 维捷斯拉夫·马哈 · 捷克斯洛伐克（TCH） | Petros Galaktopoulos · 希腊（GRE） | 扬·卡尔松 · 瑞典（SWE）             |
| 82公斤级      | 海盖迪什·乔鲍 · 匈牙利（HUN）         | Anatoly Nazarenko · 苏联（URS）    | 米兰·内纳迪奇 · 南斯拉夫（YUG）     |
| 90公斤级      | Valery Rezantsev · 苏联（URS）        | 约瑟普·乔拉克 · 南斯拉夫（YUG）    | 切斯瓦夫·克维钦斯基 · 波兰（POL）   |
| 100公斤级     | 尼古拉·马丁内斯库 · 罗马尼亚（ROU）   | Nikolay Yakovenko · 苏联（URS）    | 基什·费伦茨 · 匈牙利（HUN）         |
| 100公斤以上级 | 阿纳托利·罗希钦 · 苏联（URS）         | Aleksandar Tomov · 保加利亚（BUL） | 维克托·多利普斯基 · 罗马尼亚（ROU） |

## 奖牌榜
| 排名                      | 国家 / 地区               | 金牌 | 銀牌 | 銅牌 | 总计 |
| ------------------------- | ------------------------- | ---- | ---- | ---- | ---- |
| 1                         | 苏联（URS）               | 9    | 4    | 1    | 14   |
| 2                         | 美国（USA）               | 3    | 2    | 1    | 6    |
| 3                         | 保加利亚（BUL）           | 2    | 4    | 2    | 8    |
| 4                         | 日本（JPN）               | 2    | 2    | 0    | 4    |
| 5                         | 罗马尼亚（ROU）           | 2    | 0    | 2    | 4    |
| 6                         | 匈牙利（HUN）             | 1    | 0    | 4    | 5    |
| 7                         | 捷克斯洛伐克（TCH）       | 1    | 0    | 0    | 1    |
| 8                         | 西德（FRG）               | 0    | 1    | 1    | 2    |
| 8                         | 伊朗（IRI）               | 0    | 1    | 1    | 2    |
| 8                         | 瑞典（SWE）               | 0    | 1    | 1    | 2    |
| 8                         | 南斯拉夫（YUG）           | 0    | 1    | 1    | 2    |
| 12                        | 东德（GDR）               | 0    | 1    | 0    | 1    |
| 12                        | 希腊（GRE）               | 0    | 1    | 0    | 1    |
| 12                        | 蒙古（MGL）               | 0    | 1    | 0    | 1    |
| 12                        | 土耳其（TUR）             | 0    | 1    | 0    | 1    |
| 16                        | 意大利（ITA）             | 0    | 0    | 2    | 2    |
| 16                        | 波兰（POL）               | 0    | 0    | 2    | 2    |
| 18                        | 芬兰（FIN）               | 0    | 0    | 1    | 1    |
| 18                        | 朝鲜（PRK）               | 0    | 0    | 1    | 1    |
| 总计（共19个国家 / 地区） | 总计（共19个国家 / 地区） | 20   | 20   | 20   | 60   |

## 参赛国家和地区
本赛共有来自49个国家和地区的388名运动员参加：
| - 阿富汗（8） - 阿根廷（3） - （3） - 奥地利（4） - 比利时（2） - 保加利亚（20） - 加拿大（9） - 古巴（7） - 捷克斯洛伐克（10） - 丹麦（3） - 东德（17） - 埃及（4） - 芬兰（10） |  | - 法国（5） - 英国（6） - 希腊（9） - 危地马拉（4） - 匈牙利（18） - 印度（8） - 伊朗（14） - 以色列（2） - 意大利（7） - 日本（20） - 黎巴嫩（2） - 墨西哥（9） - 蒙古（13） |  | - 摩洛哥（3） - 荷兰（1） - 新西兰（1） - 朝鲜（2） - 挪威（5） - 巴基斯坦（2） - 巴拿马（2） - 秘鲁（4） - 菲律宾（3） - 波兰（18） - 葡萄牙（3） - 中华民国（1） |  | - 罗马尼亚（20） - 塞内加尔（4） - 韩国（4） - 苏联（20） - 瑞典（7） - 瑞士（9） - 叙利亚（2） - 突尼斯（2） - 土耳其（16） - 美国（19） - 西德（17） - 南斯拉夫（10） |